# Regionaler Naturpark Gâtinais français

Logo des Parks

Der Regionale Naturpark Gâtinais français (frz. Parc naturel régional du Gâtinais français) liegt in den französischen Départements Seine-et-Marne und Essonne in der Region Île-de-France. Der Name ergibt sich aus der Bezeichnung für die hier befindliche Landschaft Gâtinais, die durch den Fluss Loing in die Teile Gâtinais français und Gâtinais orléanais unterteilt wird.
Der Park erstreckt sich etwa zwischen den Orten
- Corbeil-Essonnes im Norden,
- Melun im Nordosten,
- Nemours Im Südosten,
- Le Malesherbois im Südwesten und
- Étampes im Westen.

Im Osten schließt das Naturschutzgebiet Wald von Fontainebleau an, das gemeinsam mit dem Regionalen Naturpark Gâtinais français das Biosphärenreservat Fontainebleau et Gâtinais bildet.

## Parkverwaltung

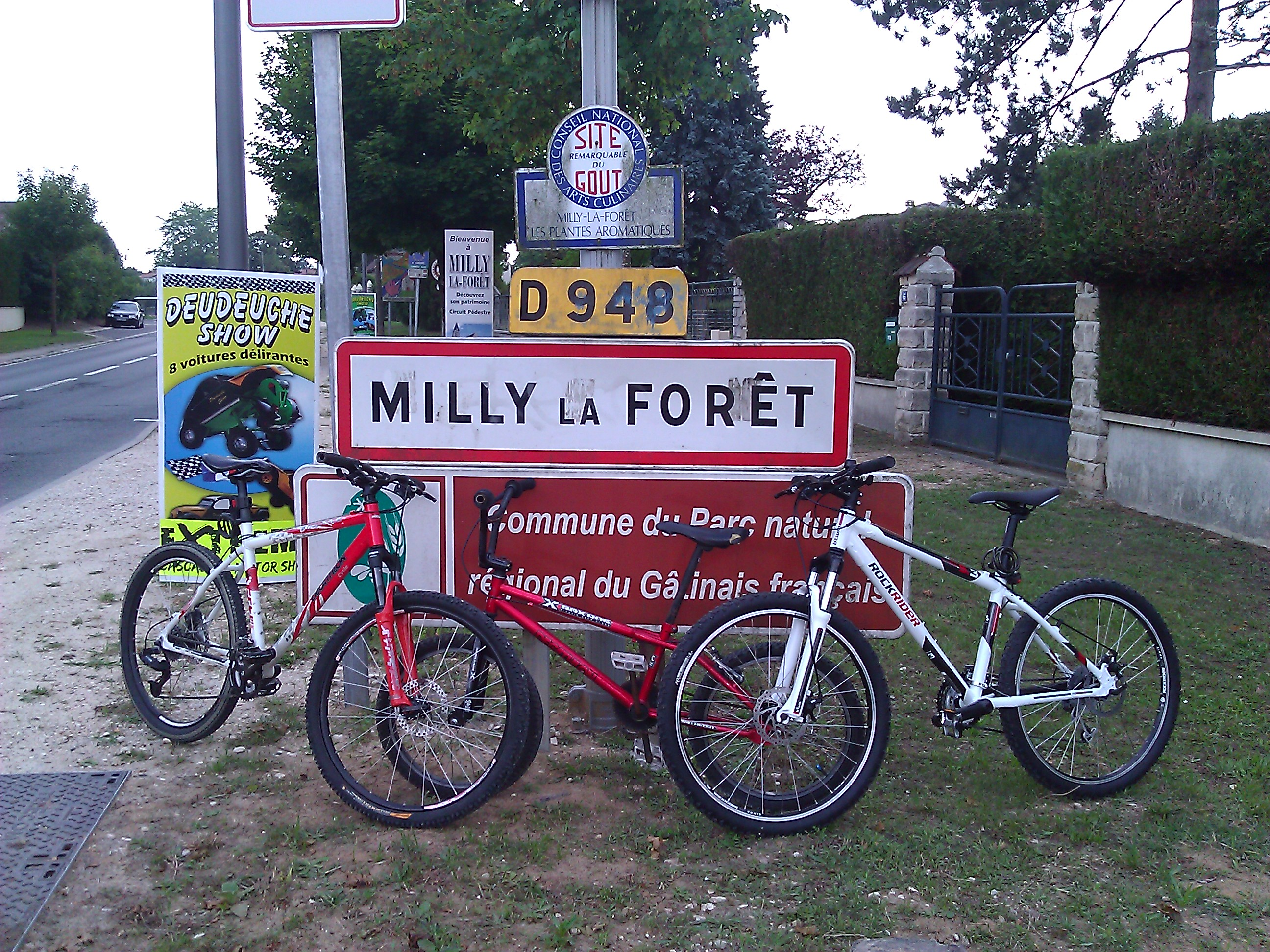
Milly-la-Forêt

Die Gründung des Naturparks erfolgte am 4. Mai 1999 und umfasst heute eine Fläche von rund 76.600 Hektar. Die Parkverwaltung mit dem „Maison du Parc“ hat ihren Sitz in Milly-la-Forêt (48° 24′ 16″ N, 2° 28′ 5″ O). 69 Gemeinden (Stand 1. Januar 2017) mit einem Einzugsgebiet von etwa 82.000 Bewohnern bilden den Park.

## Größere Orte im Park

### Im Departement Seine-et-Marne
- Saint-Fargeau-Ponthierry
- La Chapelle-la-Reine
- Perthes

### Im Département Essonne
- Milly-la-Forêt
- La Ferté-Alais
- Cerny
- Boutigny-sur-Essonne
- Champcueil
- Maisse
- Bouray-sur-Juine

## Landschaft
Das Gebiet wird auch "Land der tausend Waldlichtungen" genannt und ist durch kontrastreiche Landschaften gekennzeichnet, in der sich Wälder und kleinere Gehölze, Täler und Wasserläufe, Waldlichtungen und Agrarflächen abwechseln. Eingeschlossen sind immer wieder interessante Felsformationen aus Sandstein sowie Sandgruben. Das Gebiet ist schon seit Urzeiten bewohnt. Die prähistorischen Menschen haben hier ihre Spuren hinterlassen, wie man aus den aufgefundenen Menhiren und Dolmen erkennen kann.
Der Park umfasst folgende Naturlandschaften:

### Ebenen
- Plateau von Mondeville-Videlles
- Ebene von Bière
- Ebene von Chevannes

### Waldgebiete
- Bois de Malabri, nordöstlich von Maisse
- Bois de Milly, westlich von Milly-la-Forêt
- Bois de Turelles, östlich von Courances
- Forêt de la Commanderie nördlich von Larchant
- Forêt des Trois Pignons, nordöstlich von Noisy-sur-École

### Flusstäler
- Tal der Seine
- Tal der Essonne
- Tal der École
- Tal des Rebais
- Tal der Juine